# Taximastinocerus kissingeri
Taximastinocerus kissingeri är en skalbaggsart som beskrevs av Wittmer 1963. Taximastinocerus kissingeri ingår i släktet Taximastinocerus och familjen Phengodidae. Inga underarter finns listade i Catalogue of Life.